# NK Pazarište Klanac
NK Pazarište je nogometni klub iz Klanca. 
Trenutačno se natječe u 1. ŽNL Ličko-senjskoj.